# Mauser FN 24/30/46

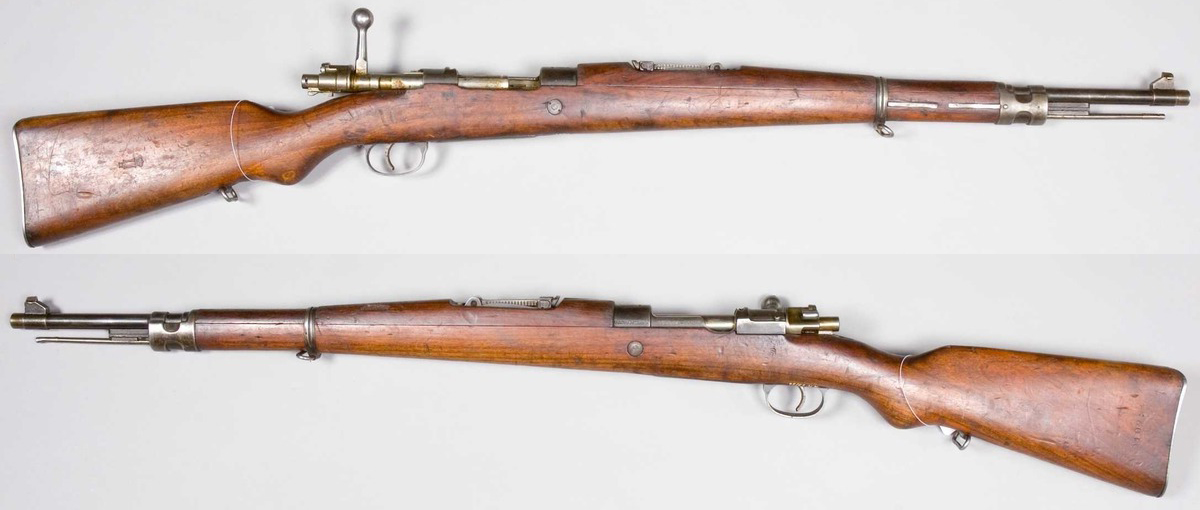
Une copie yougoslave du Mauser FN 24/30.

En 1924, à la suite du traité de Versailles interdisant l'exportation d'armes par l'Allemagne, le marché mondial du fusil militaire est partagé entre la Ceská Zbrojovka Brno et la FN Herstal, qui produisent toutes les deux des dérivés du célèbre Gewehr 98.

## Histoire
La firme belge produit d'abord une carabine FN 1922 (adoptée par l'Armée brésilienne) puis les FN 1924 et FN 1924/30. Entre 1935 et 1940, l'Armée belge utilisa un fusil modèle 1935 mélangeant les FN 24/30 et Mauser 1889 (notamment la munition, le guidon et la baïonnette). Durant cette même période l'Atelier technique militaire de Kragujevac (Serbie) copia ces fusils sous la forme des Mauser 1924 yougoslaves (arme standard des fantassin de l'Armée royale yougoslave lors de l'invasion allemande du pays en 1941).
Les arsenaux nationalistes chinois firent de même en 1932 avec le Fusil Type 21. Entre 1940 et 1945, la FN fabriqua une variante du 24/30 pour armer la Wehrmacht. Cette carabine rebaptisée FN 1946 (comme sa variante FN 1948 utilisée par la police néerlandaise et la KNIL) est une copie quasi parfaite de la Kar. 98k est construite jusqu'en 1960 environ. Dans les années 1970 et 1980, cette série de fusils de guerre belges se clôt avec le FN 30-11 destiné aux snipers.

## Données techniques du Fusil FN 1924/FN 1924-30
- Munition : 7 mm Mauser, 7,65 mm Mauser ou 7,9 mm Mauser (selon l'utilisateur)
- Canon : 74 cm
- Longueur du fusil sans baïonnette : 125 cm
- Longueur du fusil avec baïonnette : 150 ou 163 cm
- Masse du fusil vide sans baïonnette : 4 kg
- Magasin : 5 cartouches

## Données techniques de la Carabine FN 1924/FN 1924-30
- Munition : 7 mm Mauser, 7,65 mm Mauser ou 7,9 mm Mauser (selon l'utilisateur)
- Canon : 60 cm
- Longueur du fusil sans baïonnette : 109 cm
- Longueur du fusil avec baïonnette : 134 ou 147 cm
- Masse du fusil vide sans baïonnette : 3,85 kg
- Magasin : 5 cartouches

## Données techniques du Mousqueton  FN 1922/FN 1924/FN 1924-30
- Munition : 7 mm Mauser, 7,65 mm Mauser ou 7,9 mm Mauser (selon l'utilisateur)
- Canon : 45 cm
- Longueur du fusil sans baïonnette : 95 cm
- Longueur du fusil avec baïonnette : 120 ou 133 cm (rarement équipé de cette arme blanche)
- Masse du fusil vide sans baïonnette : 3,5 kg
- Magasin : 5 cartouches

## Les Mauser FN et l'armée belge
Entre 1946 et la fin des années 1960, l'armée belge a utilisé des Fusils 1935/46 en calibre 7,62 et 5,6 mm.

## Les Mauser FN et les (anciennes) colonies belges
Après la guerre, la Force publique du Congo belge reçut quelques milliers de carabines Mle 1930 nouvellement fabriquées. [ 8 ] Environ 300 fusils d'entraînement (en .22) furent également livrés. Après l'indépendance de la république du Congo , la crise du Congo éclata. Les FN Mle 1930 furent utilisées lors de ces conflits, étant vues aux mains des gendarmes sécessionnistes du Sud-Kasaï ou des rebelles Simba .

## Les Mauser FN et l'armée française
L'Armée française a acheté 6500 FN 24/30 en 1939 qu'elle a utilisés durant la campagne de France (1940) (calibre 7,92 mm). De la même façon, les FFI et FFL ont été armés de FN-Mauser pris sur les soldats de la Wehrmacht lors de la libération de la France en 1944-1945.

## Les Mauser FN dans laWehrmacht
- Après l' invasion allemande de la Belgique , les fusils fabriqués par la FN Herstal ont été utilisés par les unités allemandes de deuxième ligne. Les fusils belges Mle 1935 (modèle 1930) ont été désignés Gewehr 220 (b) [ 27 ] et les carabines Mle 1935 Karabiner 420 (b) [ 28 ] Le modèle grec 30 a été désigné Gewehr 285 (b). Le M24A yougoslave a été appelé Gewehr 291/1 (j) et le M24B Gewehr 291/2 (j )
- Les fusils

## Autres utilisateurs militaires
Entre 1925 et 1965, les FN 24 et 30 furent largement exportés, et mis en service dans les armées suivantes : 
- En Europe :
  -  Grèce : Armée grecque (Guerre italo-grecque, bataille de Grèce) et Résistance en Grèce pendant la Seconde Guerre mondiale. Utilisé par les deux camps dans la guerre civile grecque (7,92 mm)
- en Afrique, 
  -  Algérie : Armes issues du marché noir et utilisé par l'Armée de libération nationale durant la Guerre d'Algérie.
  -  Angola
  -  République du Congo : Utilisés par les forces rebelles durant la Crise congolaise.
  -  Maroc

- Asie :
  -  Arabie saoudite
  -  République de Chine

La République de Chine a reçu 24 000 fusils FN modèle 24 et 30 de 1930 à 1934 et plus de 165 000 fusils modèle 30 entre 1937 et 1939. Le modèle 30 a été copié comme fusil  type 21 à l' arsenal de Kwantung et comme fusil type 77 (soit 1937, en ho référence  l' incident du pont Marco Polo ) à l' usine sidérurgique du Zhejiang . Tous ces modèles ont été utilisés pendant la guerre civile chinoise  et la deuxième guerre sino-japonaise , étant toujours en service à la fin de la Seconde Guerre mondiale  et pendant la guerre de Corée.
- -  Royaume mutawakkilite du Yémen

- et Amérique.

## Sources
- Luc Guillou, Mauser : fusils et carabines militaires, 2 tomes, Editions du Portail, 1997 et 2004.
- Jean Huon, Le Mauser 98 et ses dérivés, Crépin Leblond, 2003.
- Edward Clinton Ezell, Encyclopédie Mondiale des Armes légères, Paris, Pygmalion, 1980 et 1989 (1re et 2e éd. françaises).
- Ian V Hogg) et John Week, Les Armes légères du XXe Siècle, Paris, Editions de Vecchi, 1981.
- Cibles, HS no 17, 2011.
- AMI/ArMI/Fire
- Gazette des Armes
- Action Guns